# Aucklandella hudsoni
Aucklandella hudsoni är en stekelart som först beskrevs av Cameron 1901.  Aucklandella hudsoni ingår i släktet Aucklandella och familjen brokparasitsteklar. Inga underarter finns listade.